# Onopordum cinereum
Onopordum cinereum là một loài thực vật có hoa trong họ Cúc. Loài này được Grossh. mô tả khoa học đầu tiên năm 1920.